# Ulica Facimiech w Krakowie
Ulica Facimiech – ulica w Krakowie, w dzielnicy XII Bieżanów-Prokocim znajdująca się między osiedlem Nowy Prokocim a osiedlem Na Kozłówce. Biegnie wzdłuż strugi Drwinka.
Przed laty znajdował się tam folwark (przysiółek) zamieszkany przez złodziejów, zwanych facimiechami (ci, co chwytają cudze mieszki – w dawnej polszczyźnie "fatać" oznaczało "chwytać").

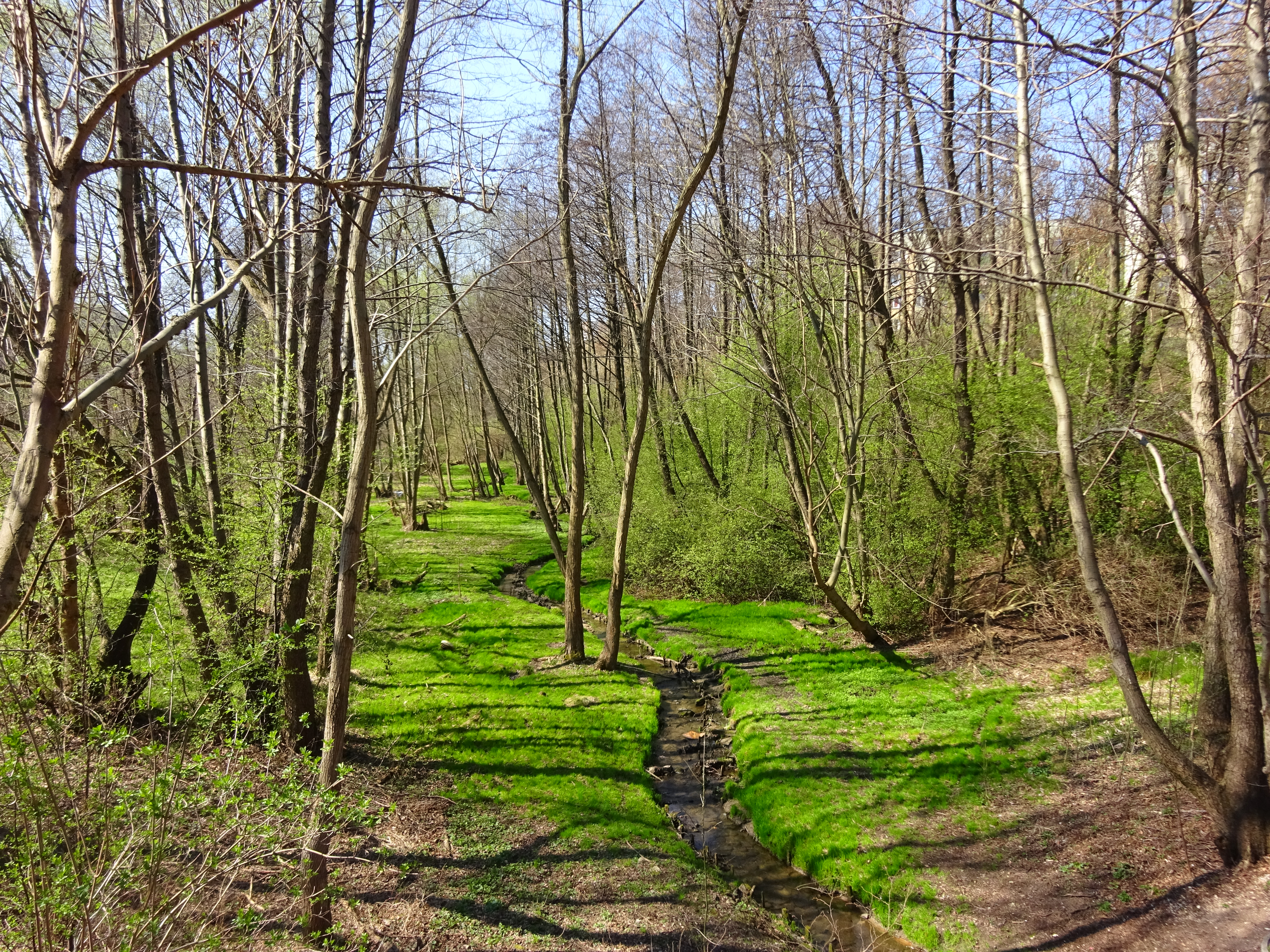
Pobliska dolina rzeczki Drwinki wiosną, widziana z mostku, łączącego ulice Facimiech i Podlesie